# 코파 데 라 리가 1985
코파 데 라 리가 1985(스페인어: Copa de la Liga de Primera División 1985)는 코파 데 라 리가의 3번째 시즌이다. 이 대회는 1985년 4월 11일에 시작되어 1985년 6월 15일에 막을 내렸다. 시간 제약, 일정 포화, 그리고 구단의 압박으로 인해 코파 데 라 리가는 1982년에 출범하여 4년밖에 되지 않은 1986년에 폐지되기에 이르렀다.

## 형식
코파 데 라 리가는 라리가 1984-85에 참가하는 18개 구단과 세군다 디비시온, 세군다 디비시온 B, 그리고 테르세라 디비시온의 코파 데 라 리가 1984 우승 4개 구단이 참가했다. 모든 경기는 1·2차전 형식으로 진행되었다. 두 경기의 합계 점수에서 우위인 구단이 다음 단계로 진출할 자격이 주어졌다. 코파 델 레이 1984-85 8강 진출 구단은 2라운드에 부전승으로 올라갔고, 코파 델 레이 1984-85 우승 구단은 8강전까지 부전승으로 올라갔다.

### 라 리가
| - 아틀레틱 빌바오 - 아틀레티코 마드리드 - 바르셀로나 - 베티스 - 엘체 | - 에스파뇰 - 에르쿨레스 - 말라가 - 오사수나 - 라싱 산탄데르 | - 레알 마드리드 - 무르시아 - 사라고사 - 레알 소시에다드 - 바야돌리드 | - 세비야 - 스포르팅 히혼 - 발렌시아 |

### 기타 구단
- 카스테욘: 세군다 디비시온 부문 코파 데 라 리가 1984 우승
- 짐나스틱: 세군다 디비시온 B 1조 부문 코파 데 라 리가 1984 우승
- 안테케라노: 세군다 디비시온 B 2조 부문 코파 데 라 리가 1984 우승
- 투델라노: 테르세라 디비시온 부문 코파 데 라 리가 1984 우승

## 1라운드
1차전은 1985년 4월 11일에, 2차전은 1985년 5월 17일, 18일, 21일, 그리고 21일에 진행되었다.
| 팀 1       | 합계 | 팀 2          | 1차전 | 2차전 |
| ---------- | ---- | ------------- | ----- | ----- |
| 발렌시아   | 3-2  | 라싱 산탄데르 | 1-2   | 2-0   |
| 세비야     | 3-0  | 짐나스틱      | 2-0   | 1-0   |
| 무르시아   | 9-1  | 에르쿨레스    | 7-0   | 2-1   |
| 바야돌리드 | 12-4 | 안테케라노    | 8-0   | 4-4   |
| 말라가     | 3-2  | 오사수나      | 1-0   | 2-2   |
| 투델라노   | 1-5  | 에스파뇰      | 0-4   | 1-1   |
| 엘체       | 2-5  | 카스테욘      | 2-2   | 0-3   |

- 아틀레틱 빌바오, 아틀레티코 마드리드, 바르셀로나, 베티스, 레알 마드리드, 사라고사, 레알 소시에다드, 그리고 스포르팅 히혼은 부전승으로 다음 라운드에 진출했다.

## 2라운드
1차전은 1985년 5월 1일, 4일, 그리고 5일에–2차전은 1985년 5월 7일과 9일에 진행되었다.
| 팀 1                | 합계 | 팀 2            | 1차전 | 2차전 |
| ------------------- | ---- | --------------- | ----- | ----- |
| 바르셀로나          | 4-2  | 레알 소시에다드 | 2-0   | 2-2   |
| 바야돌리드          | 3-4  | 사라고사        | 2-3   | 1-1   |
| 베티스              | 4-1  | 발렌시아        | 4-0   | 0-1   |
| 아틀레티코 마드리드 | 9-0  | 무르시아        | 4-0   | 5-0   |
| 카스테욘            | 2-4  | 에스파뇰        | 1-3   | 1-1   |
| 아틀레틱 빌바오     | 4-2  | 말라가          | 3-2   | 1-0   |
| 스포르팅 히혼       | 3-1  | 세비야          | 1-1   | 2-0   |

- 레알 마드리드는 부전승으로 다음 라운드에 진출했다.

## 8강전
1차전은 1985년 5월 11일과 12일에, 2차전은 1985년 5월 16일과 19일에 진행되었다.
| 팀 1                | 합계     | 팀 2            | 1차전 | 2차전 |
| ------------------- | -------- | --------------- | ----- | ----- |
| 바르셀로나          | 3-3 (승) | 레알 마드리드   | 2-2   | 1-1   |
| 스포르팅 히혼       | 3-2      | 사라고사        | 2-0   | 1-2   |
| 에스파뇰            | 4-1      | 아틀레틱 빌바오 | 3-0   | 1-1   |
| 아틀레티코 마드리드 | 4-3      | 베티스          | 3-1   | 1-2   |

## 준결승전
1차전은 1985년 5월 30일에, 2차전은 1985년 6월 2일에 진행되었다.
| 팀 1                | 합계 | 팀 2          | 1차전 | 2차전 |
| ------------------- | ---- | ------------- | ----- | ----- |
| 스포르팅 히혼       | 3-4  | 레알 마드리드 | 3-1   | 0-3   |
| 아틀레티코 마드리드 | 5-3  | 에스파뇰      | 5-1   | 0-2   |

## 결승전

### 1차전
| 아틀레티코 마드리드                      | 3 – 2 | 레알 마드리드             |
| ---------------------------------------- | ----- | ------------------------- |
| 루비오 10′ · 아르테체 57′ · 카브레라 59′ |       | 피네다 48′ · 산티야나 79′ |

### 2차전
| 레알 마드리드           | 2 – 0 | 아틀레티코 마드리드 |
| ----------------------- | ----- | ------------------- |
| 슈틸리케 23′ · 미첼 62′ |       |                     |

| 코파 데 라 리가 1985     |
| ------------------------ |
| 레알 마드리드 1번째 우승 |